# Boris Winkler
Boris Winkler (30 de julio de 1985) es un deportista alemán que compitió en taekwondo. Ganó una medalla de plata en el Campeonato Europeo de Taekwondo de 2008, en la categoría de –58 kg.

## Palmarés internacional
| Campeonato Europeo | Campeonato Europeo | Campeonato Europeo | Campeonato Europeo |
| Año                | Lugar              | Medalla            | Categoría          |
| ------------------ | ------------------ | ------------------ | ------------------ |
| 2008               | Roma (Italia)      | Medalla de plata   | –58 kg             |